# Делидинева къща
Делидиневата къща (на гръцки: Αρχοντικό Δελιδήνα) е възрожденска къща в град Костур, Гърция.

## Местоположение
Къщата е разположена в южната традиционна махала Долца (Долцо) на улица „К. Михаил“ № 12, под Вергулевата и над Скутаревата къща.

## История
Построена е в 1860 година. В 1965 година е обявена за паметник на културата.

## Архитектура
В архитектурно отношение принадлeжи към типа квадратни сгради с вписан кръст. Сградата е добре поддържана.